# 리에종
리에종(프랑스어: liaison)은 프랑스어에서 일어나는 연음(連音) 현상이다. 프랑스어가 아닌 언어의 연음 현상도 리에종으로 부르기도 한다.

## 개요
프랑스어에서는 일반적으로 단어의 마지막에 오는 자음을 발음하지 않는 경우가 대부분이다. 리에종은 프랑스어에서 한 단어가 자음으로 끝나고 그 다음 단어가 모음으로 시작할 때, 묵음이었던 앞 단어의 마지막 자음이 연음되는 현상을 뜻한다. 일부 통사론적인 글에서는 리에종이 불가능하지만, 그렇지 않은 경우는 무조건 리에종을 한다.
예를 들어 프랑스어 mes(‘나의’)의 발음은 [me]이고 amis(‘친구들’)의 발음은 [ami]이다. 하지만 mes amis(‘내 친구들’)의 경우는 s가 리에종하여 발음이 [mez‿ami]가 된다.

## 같이 보기
- 엘리종